# (10648) Plancius
(10648) Plancius (4089 P-L) – planetoida z pasa głównego asteroid okrążająca Słońce w ciągu 4,5 lat w średniej odległości 2,73 j.a. Odkryta 24 września 1960 roku.